# Veniamine Kagan
Pour les articles homonymes, voir Kagan.
Veniamine Fiodorovitch Kagan (né le 10 mars 1869 ; mort le 8 mai 1953) est un mathématicien et géomètre soviétique.